# Среднеуральск (муниципальный округ)
Муниципа́льный о́круг Среднеура́льск — муниципальное образование в Свердловской области России. Относится к Западному управленческому округу.
Административный центр — город Среднеуральск.
С точки зрения административно-территориального устройства области, муниципальный округ Среднеуральск вместе с городским округом Верхняя Пышма находятся в границах административно-территориальной единицы города Верхней Пышмы, соответствующей категории города областного подчинения.

## География
Муниципальный округ Среднеуральск расположен в юго-западной части Свердловской области, в северо-восточной части Западного управленческого округа в составе области. Площадь муниципального округа — 83,98 км², что составляет приблизительно 0,043% от общей площади области.
Муниципальный округ представляет собой город Среднеуральск с его пригородной зоной. Среднеуральск расположен на берегу Исетского озера. Бо́льшая часть акватории озера находится в границах муниципального округа.
Транспортные сети города представляют в основном автодороги внутри Среднеуральска и других населённых пунктов округа, а также подъездные дороги к городу и селу Мурзинка от Серовского тракта. Вдоль южного берега Исетского озера проходит автодорога Среднеуральск — Коптяки — Исеть. На юге муниципального округа расположены небольшие участки железной дороги, Екатеринбургской кольцевой автодороги и дороги Шувакиш — Гать, но они не являются дорожными сетями городского округа и служат лишь в качестве транзитных дорог. Рядом с железной дорогой есть небольшой железнодорожный парк, относящийся к станции Екатеринбург-Сортировочный, в котором отстаиваются вагоны. С юга городского округа до города также идёт однопутная железнодорожная ветка промышленного назначения от станции Шувакиш.
На севере муниципального округа и города расположена Среднеуральская ГРЭС.
По южной части округа протекает речка Мулянка, впадающая в Исетское озеро.
С трёх сторон муниципальный округ Среднеуральск окружён территорией городского округа Верхняя Пышма, на юге граничит с муниципальным образованием «город Екатеринбург».

## История
23 ноября 1995 год а по итогам местного референдума образовано муниципальное образование город Среднеуральск, вышедшее из состава городской администрации города Верхней Пышмы. 10 ноября 1996 года муниципальное образование было включено в областной реестр.
С 31 декабря 2004 года муниципальное образование город Среднеуральск было наделено статусом городского округа.
С 1 января 2006 года муниципальное образование город Среднеуральск было переименовано в городской округ Среднеуральск.
С 1 января 2025 года городской округ был преобразован в муниципальный округ Среднеуральск.

## Население
| 2010    | 2011    | 2012    | 2013    | 2014    | 2015    | 2016    |
| ------- | ------- | ------- | ------- | ------- | ------- | ------- |
| 20 771  | ↗20 804 | ↗21 069 | ↗21 434 | ↗21 706 | ↗22 383 | ↗23 087 |
| 2017    | 2018    | 2019    | 2020    | 2021    | 2023    |         |
| ↗23 479 | ↗24 011 | ↗24 300 | ↗24 414 | ↗24 566 | ↗24 894 |         |

## Состав муниципального округа
| № | Населённый пункт | Тип населённого пункта        | Население |
| - | ---------------- | ----------------------------- | --------- |
| 1 | Кирпичный        | посёлок                       | ↗67       |
| 2 | Коптяки          | деревня                       | ↗217      |
| 3 | Мурзинка         | деревня                       | ↗38       |
| 4 | Среднеуральск    | город, административный центр | ↗23 651   |

С точки зрения административно-территориального устройства области, все 4 населённых пункта муниципального округа Среднеуральск входят в состав города Верхней Пышмы как административно-территориальной единицы.